# 소세이
소세이(일본어: 素性, 생년 미상 ~ 910년)는 일본 헤이안 시대의 승려로 속명은 요시미네노 하루토시(良岑玄利)이다. 헨조의 아들이다.

## 와카
```
곧 오리라고 말만 하시는 당신 구월의 긴 밤 밤새 기다리다가 새벽달마저 보네
今来むといひしばかりに長月の有明の月を待ち出でつるかな
```